# معركة اوازو
معركة اوازو (باليابانية: 粟津の戦い، بالروماجي: Awazu no tatakai)، معركة ضمن حرب غينبيه بين قوات ميناموتو نو يوشيناكا المتمردة وابن عمه ميناموتو نو يوريتومو لأجل السيطرة على السلطة وزعامة قبيلة ميناموتو، حدثت في 21 فبراير 1184، هزمت فيها قوات يوشيناكا وقتل على إثرها.

## الأحداث
بعد تمرد قبيلة التايرا ومحاولتها السيطرة على الحكم، استعان الأمير موتشيهيتو بقبيلة ميناموتو وأرسل أوامر إستنفار لكافة محاربي القبيلة في اليابان، التي كانت تحت قيادة ميناموتو نو يوريماسا لصد قبيلة تايرا، برز ميناموتو نو يوريتومو كأحد القادة المقاتلين في قبيلة ميناموتو، بعد وفاة قائد القلبية يوريماسا عيّن يوريتومو نفسه زعيماً عليها وإتخذ من مدينة كاماكورا عاصمة له، إلا أن جانب معارض من القبيلة ظهر بقيادة ابن عمه ميناموتو نو يوشيناكا، خسر يوريتومو وجيشة معركة إيشيباشياما ضد تايرا هذه الخسارة أدت إلى إزاحته عن الواجهة ونفيه إلى الجبال مما رفع سلطة منافسه يوشيناكا في القبيلة، قضى يوريتومو الأشهر الستة التالية في تحضير جيش جديد له وتمكن من العودة إلى مدينة كاماكورا وبدأ بزيادة هيمنته مرة أخرى بمساعدة شقيقيه يوشيتسونيه ونوريوري ثم إستأنف قتال قبيلة تايرا.
قام يوشيناكا بحركة كبيرة بإستعادة العاصمة الإمبراطورية كيوتو من قبيلة تايرا ثم قام بأعمال تخريبية في المدينة وأسر الإمبراطور للحصول على السلطة ثم عيّن يوشيناكا نفسه قائداً على قبيلة ميناموتو مما أثار غضب يوريتومو وإتخذ قراراً بردع يوشيناكا، فأرسل له قوات يوشيتسونيه ونوريوري التي إلتقت مع قوات يوشيناكا وأخيه بالرضاعة إيماي كانيهيرا، في معركة سميت اوازو نسبةً إلى المدينة التي حصل فيها القتال، دارت المعركة يوم 21 فبراير 1184، حاربت قوات يوشيناكا فيها بكل قوتها وبرزت زوجة يوشيناكا المحاربة «توموي غوزين» التي إخترقت جيش العدو وقطعت رأس المحاربين «هوندا نو موريشيغي» واوتشيدا إيوشي [الإنجليزية]، لكن قوات يوشيتسونيه نوريوري كانت تفوقهم عدداً بكثير، خسر يوشيناكا الحرب وقُتل في نهاية المعركة، وهربت توموي غوزين بعد فشل محاولة الإمساك بها.

## نتيجة المعركة
بمقتل يوشيناكا في هذه المعركة إنتهت العوائق أمام يوريتومو، واستمر بالإطاحة بما تبقى من قوات تايرا، في النهاية أعلن يوريتومو نفسه حاكماً عسكرياً (شوغون) مغيراً نظام الحكم العام في البلاد ومؤسساً أول حكومة باكفو في كاماكورا وبهذا بدأ عصر اليابان الإقطاعية التي إنتقل فيها المجتمع من الزراعي إلى المجتمع العسكري والإقطاعيات.